# Batinci
Batinci (mac. Батинци) – wieś w Macedonii Północnej, w gminie Studeniczani.